# White Light/White Heat (chanson)
Cet article concerne la chanson des Velvet Underground. Pour l'album du même groupe, voir White Light/White Heat.
Singles de The Velvet Underground
Sunday Morning
(1967) What Goes On
(1969)
Pistes de White Light/White Heat
The Gift
White Light/White Heat est une chanson du Velvet Underground, parue en 1968 sur le second album du groupe, également appelé White Light/White Heat. À l'image de I'm Waiting for the Man et Heroin, elle traite de la drogue, en l'occurrence des amphétamines que prenait Lou Reed à l'époque.
David Bowie a souvent interprété White Light/White Heat en concert. Une version enregistrée en 1973, lors du « concert d'adieu » de Ziggy Stardust, est parue en single en 1983 pour assurer la promotion de l'album Ziggy Stardust: The Motion Picture ; il s'est classé 46e au Royaume-Uni.
Simple Minds l'interprétait également régulièrement en concert au début de sa carrière. De même qu'en duo avec Arno à Taratata en 1995.

## Musiciens
- Lou Reed : chant, guitare rythmique
- Sterling Morrison : guitare lead, chœurs
- John Cale : basse, piano, chœurs
- Moe Tucker : percussions